# بیورن نورورسن
بیورن نورورسن (انگلیسی: Björn Þórðarson؛ ۶ فوریه ۱۸۷۹ – ۲۵ اکتبر ۱۹۶۳) سیاست‌مدار اهل ایسلند بود. وی از ۱۶ دسامبر ۱۹۴۲ تا ۲۱ اکتبر ۱۹۴۴ نخست‌وزیر این کشور بود.
بیورن نورورسن در ۲۵ اکتبر ۱۹۶۳، در سن ۸۴ سالگی درگذشت.